# Vaccin antiamaril
Vaccinul antiamaril (împotriva febrei galbene)  este un vaccin care protejează împotriva febrei galbene. Febra galbenă este o infecție virală ce apare în Africa și America de Sud. Aproximativ 99% dintre oameni dezvoltă imunitate la această boală în decurs de o lună de la vaccinare, iar protecția acestuia durează toată viața. Acest vaccin poate fi utilizat la controlarea epidemiilor. Poate fi administrat fie prin injecție intramusculară sau subcutanat.
Organizația Mondială a Sănătății (OMS) recomandă imunizarea de rutină în toate țările în care această boală este comună. Ar trebui să se întâmple la vârsta cuprinsă între nouă și doisprezece ani. Cei care călătoresc în zonele unde boala este prezentă ar trebui imunizați. În general, nu sunt necesare doze suplimentare după prima administrare.
Vaccinul antiamaril este, în general, unul sigur, inclusiv pentru cei cu o infecție HIV dar fără simptome. Reacțiile adverse ușoare pot include dureri de cap, dureri musculare, dureri la locul injecției, febră și iritații. Alergiile severe apar în 8 cazuri dintr-un milion, problemele neurologice apar la aproape patru dintr-un milion de doze, și insuficiență a organelor apar la trei doze dintr-un milion. Poate fi administrat în siguranță pe timpul sarcinii și este așadar recomandat tuturor celor care prezintă o probabilitate de expunere. Acesta nu ar trebui administrat celor cu imunitate scăzută.
Vaccinul antiamaril este utilizat din anul 1938. Se află pe Lista medicamentelor esențiale ale Organizației Mondiale a Sănătății, lista celor mai importante medicamente recomandate pentru un sistem de sănătate. În 2014, costul cu ridicata era între 4,30 și 21,30 USD pe doză. În Statele Unite ale Americii costă între 50 și 100 USD. Vaccinul este creat dintr-un virus viu slăbit al febrei galbene.